# Gerbillus occiduus
Gerbillus occiduus es una especie de roedor de la familia Muridae.

## Distribución geográfica
Se encuentra principalmente en el sudoeste de Marruecos. 